# NGC 1742
NGC 1742 este o galaxie situată în constelația Orion. A fost descoperită în 29 decembrie 1866 de către .